# General Enrique Mosconi International Airport
General Enrique Mosconi International Airport är en flygplats i Argentina. Den ligger i den södra delen av landet, 1 500 km sydväst om huvudstaden Buenos Aires. General Enrique Mosconi International Airport ligger 57 meter över havet.
Terrängen runt General Enrique Mosconi International Airport är platt åt nordost, men åt sydväst är den kuperad. Havet är nära General Enrique Mosconi International Airport åt sydost. Trakten är tätbefolkad. Närmaste större samhälle är Comodoro Rivadavia, 9,1 km söder om General Enrique Mosconi International Airport.
Runt General Enrique Mosconi International Airport är det i huvudsak tätbebyggt.